# Lövsnabblöpare
Lövsnabblöpare (Bembidion mannerheimii) är en skalbaggsart som beskrevs av C.R. Sahlberg 1827. Lövsnabblöpare ingår i släktet Bembidion, och familjen jordlöpare. Arten är reproducerande i Sverige.

## Bildgalleri

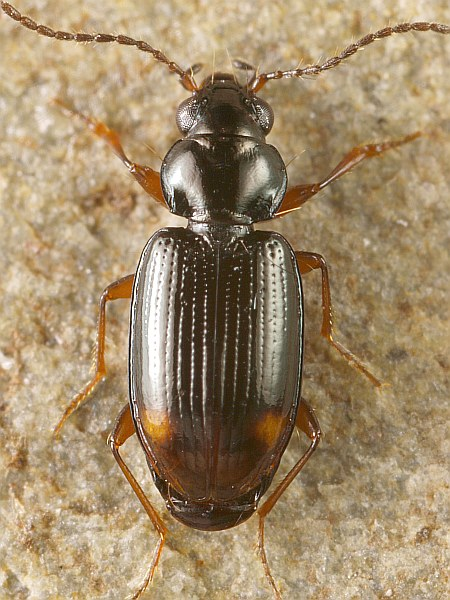